# 国鉄シキ140形貨車
国鉄シキ140形貨車（こくてつシキ140がたかしゃ）は、1954年（昭和29年）6月9日に日立製作所で1両のみ製作された、日本国有鉄道に車籍を有した150トン積み吊り掛け式大物車である。

## 概要
日立製作所所有の私有貨車で、製作された1954年当時、世界最大の貨車として同年開催されたアジア極東経済委員会（ECAFE）鉄道委員会に出品展示された。当初の常備駅は日立駅、1965年（昭和40年）11月から常陸多賀駅となった。
1959年（昭和34年）2月に追加で低床式の梁が製作され、135トン積み低床式大物車としても使えるようになった。
吊り掛け式の梁はシキ140Bと称し、日立では最初の吊り掛け式であった。四軸ボギー台車を合計4台備えた、4台車16軸の車両で、2つの台車に跨るように枕枠を載せて、その上に荷受梁が載せられていた。荷受梁は、低床式の荷受梁の設計を受け継いだもので、縦に4本のプレート上の梁が入った構造であった。この設計は後の吊り掛け式大物車には受け継がれず、他社製造の吊り掛け式大物車のようにトラス構造に移行している。空車時の全長は26,500 mmで、貨物の最大長さは8 mとされていた。
低床式の梁はシキ140Aと称し、全長34,000 mm、低床部の長さは5,400 mm、低床部のレール面上高さは900 mmであった。吊り掛け式とは、枕枠より下部を共用し、荷受梁だけを交換して使用できるようになっていた。1958年（昭和33年）にシキ280形に脱線事故が発生し、その対策として1960年（昭和35年）に改造を受けて、台車の心皿をかさ上げするなどした。これにより低床部高さは925 mmに上昇している。
1984年（昭和59年）1月31日に廃車となった。